# Васильєвка (Купинський район)
Васильєвка (рос. Васильевка) — присілок у Купинському районі Новосибірської області Російської Федерації.
Входить до складу муніципального утворення Вишньовська сільрада. Населення становить 126 осіб (2010).

## Історія
Згідно із законом від 2 червня 2004 року органом місцевого самоврядування є Вишньовська сільрада.

## Населення
| 2002 | 2007 | 2010 |
| ---- | ---- | ---- |
| 208  | ↘180 | ↘126 |